# Faro (département)
Pour les articles homonymes, voir Faro (homonymie).
Le Faro est un département du Cameroun situé dans la région du Nord. Son chef-lieu est Poli.

## Organisation territoriale
Le département est découpé en 2 arrondissements et/ou communes :
- Beka
- Poli